# Charles Basle
Charles « Charlie » Baslé, né le 8 janvier 1885 à Paris, et mort le 4 février 1962 à Los Angeles à 77 ans, était un pilote automobile français de courses transatlantiques du début du XXe siècle, ayant fait toute sa carrière aux États-Unis, aussi bien sur circuits qu'en côtes, ou encore en endurance.

## Biographie
Il émigre aux États-Unis à l'âge de 18 ans, travaillant alors comme mécanicien, principalement sur Mercedes-Benz.
Son activité en sport automobile s'étale entre 1904 et 1921.
Il participe à 9 épreuves de l'American Championship car racing AAA entre 1909 et 1921 (dont 4 en 1910 sur Matheson et 3 en 1911 essentiellement sur Buick). Son meilleur résultat est une cinquième place à Lowell (Massachusetts) en 1909 pour le Lowell Trophy, avec la Renault 35CV "Agatha".
Après le décès de son frère au mois de janvier 1911, Charles abandonne la compétition durant cette même saison pour tenir désormais son propre garage de mécanique.

## Palmarès

### Victoires

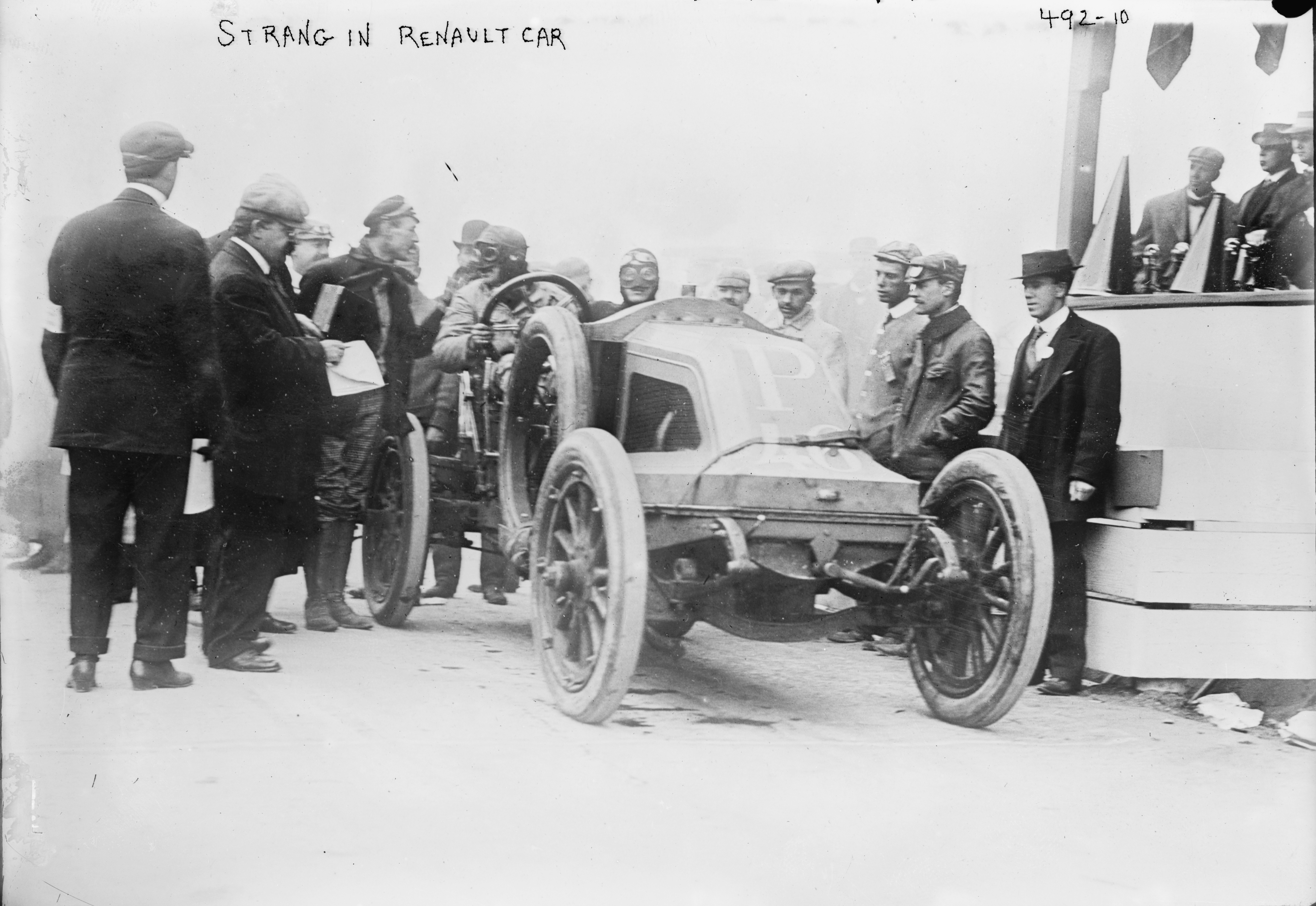
Louis Strang sur "Agatha" en 1908.

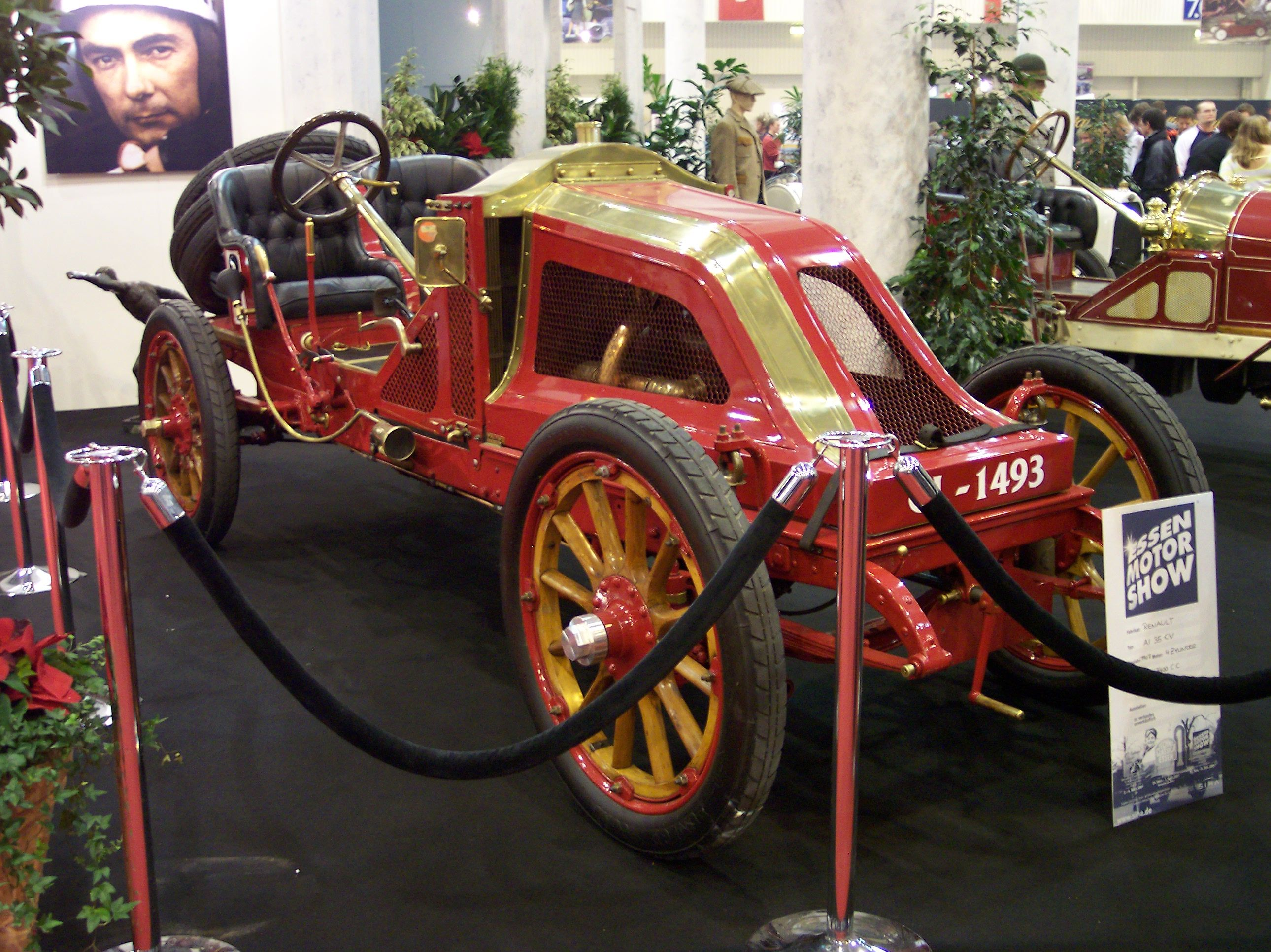
Une Renault AI 35 CS (AI 35CV type Sport).

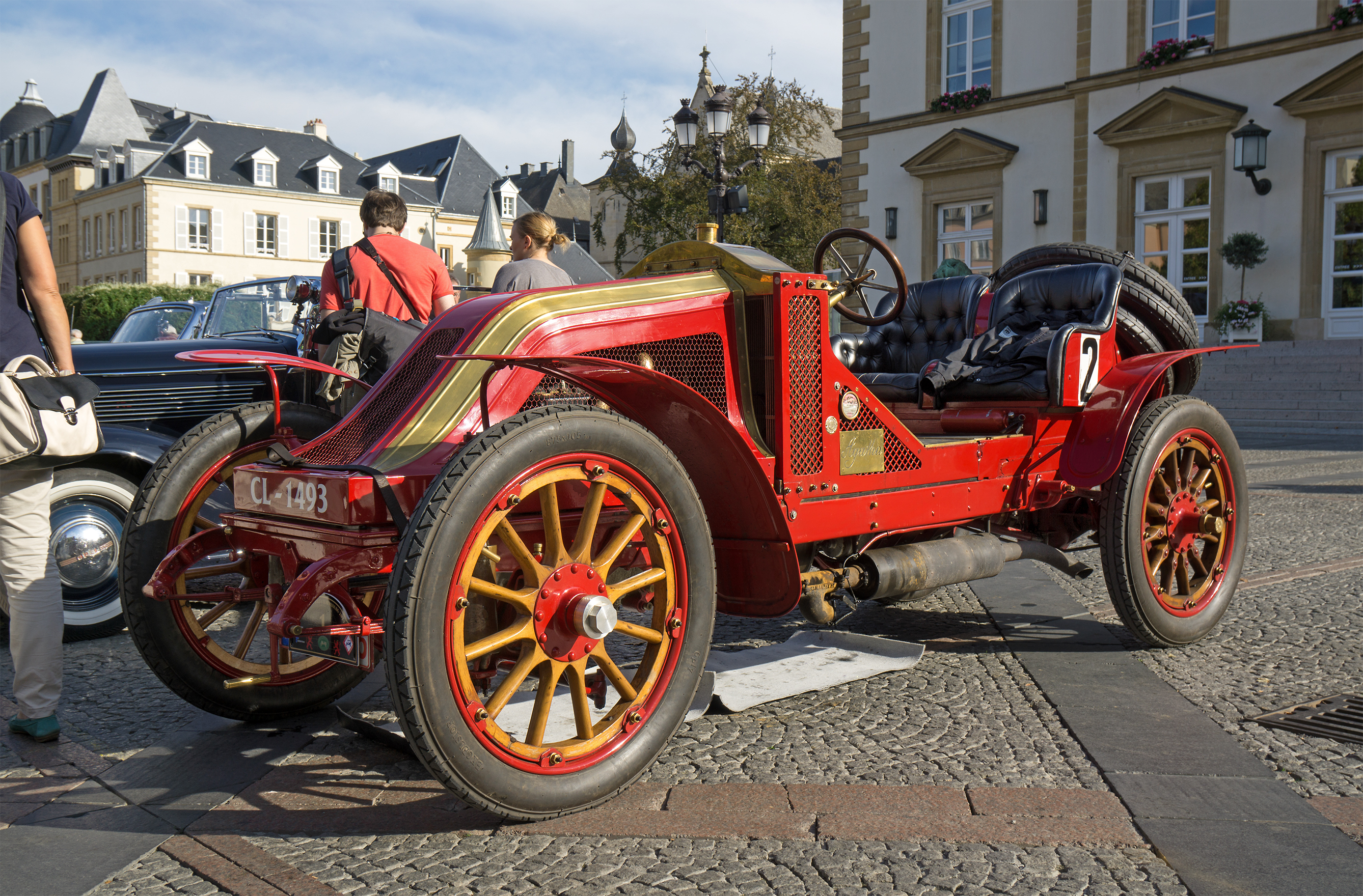
Même véhicule (similaire à "Agatha", de l'équipage français à Brighton Beach en 1909).

- 10 miles de Narragansset Park, RI. 1904, sur Mercedes-Benz (à 19 ans)[6];
- record du mile au meeting de Boston en 1905, sur Mercedes 90 hp Flying Dutchman II, amélioré à Ormond Beach la même année;
- 5 miles de Morris Park, NY. 1905, sur Mercedes 90 hp (devant la Peerless "Green Dragon" de Barney Oldfield)[7];
- 5 miles de Hyde Park, MA. 1905, course-poursuite sur Mercedes 90 hp (devant la Winton Bullet 80 de Charles Gorndt);
- 10 miles de Providence, Rhode Island 1905 sur Mercedes 90 hp (et record de la distance);
- Boston Herald Trophy, le 10 miles d'Hyde Park, MA. 1905, sur Mercedes 90 hp (devant la Fiat de l'italien Emanuel Cedrino);
- puis aussi le 10 miles d'Hyde Park, MA. 1906, toujours sur Mercedes 90 hp (devant la voiture à vapeur Stanley Steamer de Frank Durbin)[8];
- Course de côte de Wilbrabham Hill (Springfield (Massachusetts)) en 1908, sur Knox 48 hp[9],[10] (troisième la même année à Dead Horse Hill, Worcester, MA);
- 24 Heures de Brighton Beach 1909[11], avec son compatriote Louis Raffalovich[12] sur Renault 35CV "Agatha"[13],[14];
- 24 Heures de Brighton Beach 1910, avec Al Poole sur Simplex;
  - 5e des 234,6 miles du Motor Parkway Sweepstakes en 1908 sur Knox;
  - 3e des 200 miles de Cheyenne en 1909, sur Renault "Agatha";
  - participation aux 24 Heures de Brighton Beach 1908 sur Renault "Agatha", avec Louis Strang (abandon après 17 heures de course; voiture qui avait déjà participé à la Coupe Vanderbilt de 1907);
  - participation au deuxième Grand Prix des États-Unis en 1910 (abandon à Savannah sur Pope Hartford (en));
  - participation au troisième Grand Prix des États-Unis en 1911 (abandon à Savannah sur Marquette);
  - participation à la première édition des 500 miles d'Indianapolis en 1911 (abandon sur Buick, l'autre pilote officiel étant Arthur Chevrolet);
  - disqualifié au départ de la Coupe Vanderbilt 1905 (bien que qualifié pour celle-ci, il est éliminé pour cause de pièces de rechange non exclusivement originaires du même pays que sa voiture Mercedes).

## Remarques
- Son jeune frère Marcel H. (1888 ou 1889 - 10 juin 1911), qui fut durant quelques courses son mécanicien de bord, a disputé une course unique en championnat AAA, le 1er octobre 1910 à Long Island sur Marion (en) (6e, après s'être qualifié en troisième position)[15], servant aux fins d'Éliminatoires américaines de la Coupe Vanderbilt 1910[16]. Il meurt lors d'un accident dans une compétition organisée à Abbott-Detroit (Hawthorne).
- Autres pilotes français expatriés aux États-Unis durant cette période Maurice Bernin (Renault, actif de 1903 à 1908), puis Jules Devigne (en) sur Delage (en 1913[17],[18]).